# Tryckerigatan

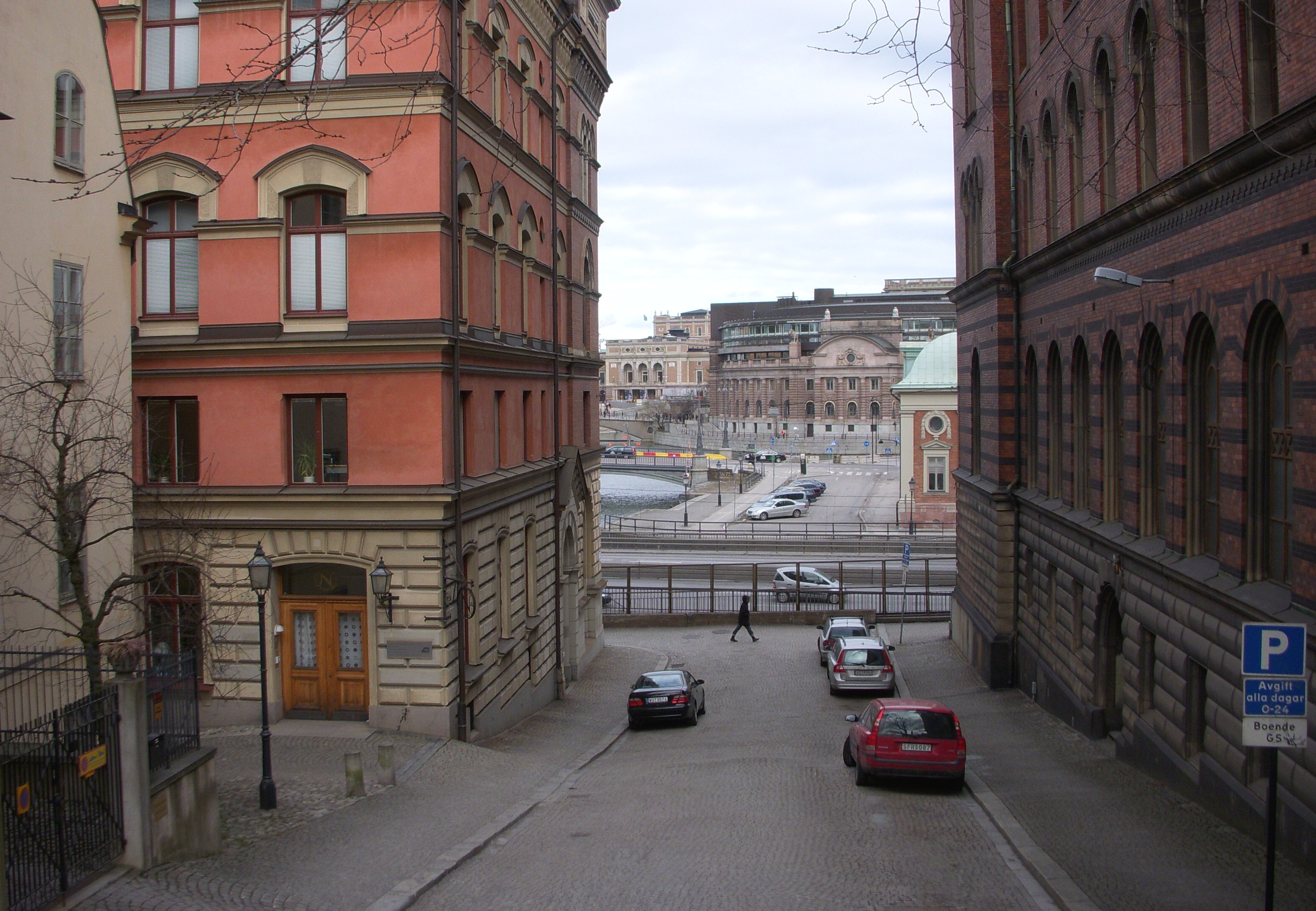
Tryckerigatan mot öst, till höger ligger Gamla riksarkivet, till vänster Norstedtshuset.

Tryckerigatan är en gata på Riddarholmen i Stockholm. Den börjar vid Birger Jarls torg och leder mellan Gamla riksarkivet och  Norstedtshuset ner till Arkivgatan.
Namnet bestämdes 1886 och anknyter till tryckeriverksamheten som P.A. Norstedt & Söner bedrev här sedan 1832. Nuvarande byggnad uppfördes 1882–1889 efter ritningar av arkitekt Magnus Isæus. I samband med nybygget önskade P.A. Norstedt & Söner att kvarter och gator i anslutning till tryckeriet skulle ges namn. Några kvartersnamn blev det inte men Stadsfullmäktiges beredningsutskott föreslog namnen Arkivgatan, Tryckerigatan och Riddarholmshamnen (sedan 1925 Norra och Södra Riddarholmshamnen).